# واکلاو کلمنت
واکلاو کلمنت (انگلیسی: Václav Klement؛ ۱۶ اکتبر ۱۸۶۸ – ۱۰ اوت ۱۹۳۸) کارآفرین، بازرگان، اقتصاددان و مدیر ارشد اجرایی اهل جمهوری چک بود، که در سال ۱۸۹۵ با مشارکت واکلاو لورین شرکت اشکودا را تأسیس نمود.